# Boblerev
Boblerev er en revtype og naturtype, som bobler af metangas. Revene domineres som regel af undersøiske sandstensformationer så hård som beton.

## Dannelsesforhold
Boblerevene ligger over underjordiske metan-lagre skabt af tidligere tiders organisk materiale. Sandstensformationernes præcise dannelse er man ikke helt afklaret omkring, men de er sandsynligvis opstået ved, at mikroorganismer i havbunden "æder" den udstrømmende metangas og ved en kemisk proces har udfældet kalkholdige krystaller som så har kittet sand, småsten og skaller sammen. Med tiden er det løse sand omkring sandstenen forsvundet af forskellige årsager og det hele fremstår i dag, som rør og klipper der rager op af havbunden. Gasforekomsterne i Kattegat er meget lokale og findes i sandlommer ca. 80-100 m under overfladen. Metangassen stammer sandsynligvis fra mikroorganismers nedbrydning af gammelt plantemateriale i aflejringer fra istiden. Strukturerne kan sammenlignes med de såkaldte 'black smokers' af vulkansk oprindelse på større havdybder, selvom de grundlæggende kemiske og fysiske processer er forskellige.

## Flora og Fauna
Boblerevene er dækket af farvestrålende havplanter og fyldt med et rigt dyreliv. Typiske arter på danske boblerev er:
- Havsvampe som boresvamp
- Koraldyr som sønellike (almindelig søanemone), stor søanemone og dødningehånd.
- Børsteorm som trekantorm
- Forskellige snegle
- Tibenede krebsdyr som anomura (herunder troldkrabbe), taskekrabbe og hummer
- Pighuder
- Store torsk og sej
- Fiskeyngel

## Geografisk udbredelse
I Danmark findes boblerev kun i Kattegat og Skagerrak; især i nærheden af Tornquistzonen i et 40 km bredt bælte mellem Anholt, Læsø og Skagen. Der ligger eksempelvis et stort boblerev nær vandoverfladen ved øgruppen Hirsholmene og et andet boblerev ligger på Store Middelgrund mellem Gilleleje og Anholt. Nogle af revene har huller i sandstenene så store, at man kan svømme ind i dem.
Boblerev kendes også i Nordsøen, om end det tilknyttede plante- og dyreliv er mindre imponerende i antal og biomasse end det, der findes ved Kattegats boblerev. Ellers kendes boblerev fra de fleste verdenshave, eksempelvis den Mexicanske Golf og Middelhavet, men oftest på langt større dybde (få hundrede til flere tusinde meter) end de danske, hvor flere er inden for rækkevidde af almindelig SCUBA-dykning. Derfor er de dybere boblerev hjemsted for flere højt specialiserede arter, der er helt afhængige af bakteriers kemosyntese af gasserne (fotosyntese kræver lys).

## Fredning og beskyttelse
Boblerev er som naturtype unik for Danmark. I Europa er Danmark det eneste sted, hvor der er fundet aktive boblerev på lavere dybder. Lignende rev på store dybder findes bl.a. ud for Norge (Haakon Mosby vulkanen) og Spanien (Cádizbugten). Muligvis er de bulgarske Pobiti Kamani stensøjler tidligere boblerev. De danske boblerev er derfor udpeget som habitatsområde af betydning for det europæiske fællesskab i habitatsdirektiv Natura 2000-netværk (med betegnelsen 1180 Boblerev) og beskyttes nu mod sand- og ralsugning, dumpning, klapning, fiskeri og andre aktiviteter, der kan forringe naturforholdene. De benyttes dog til fortsatte videnskabelige studier og dykkerekskursioner.